# Tchetchouï
Le Tchetchouï (en russe : Чечуй) est une rivière de Russie qui coule dans l'oblast d'Irkoutsk en Sibérie orientale. C'est un affluent de la Léna en rive droite.

## Géographie
Le Tchetchouï a une longueur de 320 km. Son bassin versant a une superficie de 6 290 km2 (surface de taille comparable à celle du département français de la Seine-Maritime). 

Son débit moyen à l'embouchure est de 115 m3/s. 
Le Tchetchouï naît sur le versant nord-ouest des monts Akitkan, dans une région bien arrosée. Dans son cours supérieur, c'est une abondante rivière de montagne qui coule dans une région froide, et fort peu peuplée. 

Peu après sa naissance, elle prend la direction de l'ouest, puis du nord, direction qu'elle maintient tout au long du reste de son parcours. Elle débouche ainsi dans la région du plateau de la Léna qui jouxte au nord les hauts plateaux du nord du Baïkal. Son cours comporte de nombreux méandres. Elle grossit progressivement grâce à l'apport de nombreux affluents, venus surtout de droite et généralement abondants. Ce faisant, elle se rapproche de la Léna. Elle finit par confluer avec le fleuve en rive droite, au niveau de la localité de Pouchtchina.

## Le gel
Comme la plupart des rivières de montagne du bassin de la Léna, le bassin versant du Tchetchouï repose totalement sur un manteau de sol gelé en permanence ou pergélisol. 

Le Tchetchouï est pris dans les glaces dès la fin du mois d'octobre. Le dégel a lieu en mai.

## Hydrométrie - Les débits mensuels à Pouchtchina
Le Tchetchouï est un cours d'eau très abondant dans le cadre du bassin de la Léna. Son débit a été observé pendant 11 ans (durant la période 1959-1990) à Pouchtchina, localité située au niveau de son point de confluence avec la Léna. 
Le débit inter annuel moyen ou module observé à Pouchtchina sur cette période était de 115 m3/s pour une surface prise en compte de 
6 290 km2, soit la totalité du bassin versant de la rivière. 

La lame d'eau écoulée dans ce bassin versant se monte ainsi à 575 millimètres par an, ce qui doit être considéré comme très élevé, surtout dans le contexte de la Sibérie et du bassin de la Léna. 
Rivière alimentée en partie par la fonte des neiges, mais aussi par les pluies de l'été et de l'automne, le Tchetchouï est un cours d'eau de régime nivo-pluvial. 
Les hautes eaux se déroulent au printemps, du mois de mai au mois de juillet, avec un sommet très net en juin qui correspond au dégel et à la fonte des neiges. Le bassin bénéficie de précipitations appréciables en toutes saisons. Elles tombent sous forme de pluie en été, ce qui explique que le débit de juillet à octobre soit très soutenu. En automne, au mois de novembre, le débit de la rivière s'effondre rapidement, ce qui constitue le début de la période des basses eaux. Cette période a lieu de novembre à avril inclus, et correspond aux importantes gelées qui s'abattent sur toute la Sibérie. 
Le débit moyen mensuel observé en mars (minimum d'étiage) est de 26,5/s, tandis que le débit moyen du mois de juin s'élève à 465 m3/s, ce qui souligne des variations saisonnières d'amplitude relativement modérées pour la Sibérie orientale. Sur la durée d'observation de 11 ans, le débit mensuel minimal a été de 20,4 m3/s en avril 1979, tandis que le débit mensuel maximal s'élevait à 641 m3/s en juin 1980.  
En ce qui concerne la période libre de glaces (de juin à septembre inclus), le débit mensuel minimum observé a été de 54,6 m3/s en septembre 1990, ce qui restait fort confortable.